# Kakuto
El kakuta (Cap de grua) és un cop simple de karate.
Cal flexionar el canell al màxim i estendre els dits, intentant ajuntar entre si els tous del dit. Encara que el canell no és una articulació molt sòlida pot utilitzar-se de forma ascendent, per colpejar a la mandíbula o l'aixella i de forma horitzontal per colpejar al nas. És una tècnica en desús.